# Trichoridia flavicans
Trichoridia flavicans är en fjärilsart som beskrevs av Max Wilhelm Karl Draudt 1950. Trichoridia flavicans ingår i släktet Trichoridia och familjen nattflyn. Inga underarter finns listade i Catalogue of Life.